# Fiat 510
La Fiat 510 è un'autovettura di alta gamma prodotta dalla Fiat dal 1919 al 1925. Derivò dalla 501 e dalla 505.

## La vettura
Il propulsore aveva una cilindrata di 3446 cm³. Era un sei cilindri in linea con valvole laterali. Aveva un cambio manuale a quattro rapporti.
Dal 1920 fu commercializzata la versione sportiva, chiamata “510 S”, con un motore più potente e un passo più breve. Fu fabbricata in più di 400 esemplari. Aveva un aspetto sportivo con parabrezza e radiatore a spartivento. Raggiungeva i 100 km/h.
La serie ordinaria aveva un motore che sviluppava 46 hp, mentre quello della versione sportiva erogava 53 hp.
Fu commercializzata in quattro versioni: berlina, torpedo, coupé de ville e landaulet. È stata sostituita dalla Fiat 512.

## Motore
| Modello | Anno    | Motore                                     | Cilindrata | Potenza | Alimentazione       |
| ------- | ------- | ------------------------------------------ | ---------- | ------- | ------------------- |
| 510     | 1919-26 | sei cilindri in linea con valvole laterali | 3446 cm³   | 46 hp   | carburatore singolo |
| 510 S   | 1921-26 | sei cilindri in linea con valvole laterali | 3446 cm³   | 53 hp   | carburatore singolo |